# Ziemia Święta (kwartalnik)
Ziemia Święta – czasopismo katolickie wydawane od 1995 roku przez Komisariat Ziemi Świętej w Krakowie. Jest kontynuacją przedwojennego franciszkańskiego Głosu Ziemi Świętej (1906–1939). Czasopismo porusza problematykę dotyczącą polskiego ruchu pątniczego na Bliskim Wschodzie, przybliża zagadnienia związane z historią i geografią Ziemi Świętej.